# Saint-Didier-d’Allier
Saint-Didier-d’Allier korábbi község (település) Franciaországban, Haute-Loire megyében. 2016. január 1-jén Saint-Privat-d’Allier községgel egyesült és az azonos nevű Saint-Didier-d’Allier új község része lett.
Lakosainak száma 44 fő (2018. január 1.). Saint-Didier-d’Allier Bains, Monistrol-d’Allier, Saint-Jean-Lachalm és Saint-Privat-d’Allier községekkel határos.

## Népesség
A település népessége az elmúlt években az alábbi módon változott:
| Lakosok száma | 100  | 65   | 54   | 49   | 43   | 35   | 36   | 38   | 43   | 44   |
|               | 1968 | 1975 | 1982 | 1990 | 1999 | 2011 | 2013 | 2015 | 2017 | 2018 |